# Jaki Byard
Pour les articles homonymes, voir Byard.
Jaki Byard, né le 15 juin 1922 à Worcester au Massachusetts et mort le 11 février 1999 à New York, est un pianiste, compositeur et multi-instrumentiste américain de jazz.

## Biographie
John Arthur Byard Jr est né le 15 juin 1922 à Worcester aux États-Unis d’un père tromboniste et d’une mère pianiste. Sa grand-mère, quant à elle, jouait du piano pour accompagner les films muets dans les cinémas. Le jeune Jaki grandit donc entouré de musique et de musiciens, encouragé par ses parents à écouter les grands big bands de l’époque à la radio et à assister aux concerts des jazzmen qui passaient à Worcester . À huit ans il commence ses premières leçons de piano chez un professeur et à 16 ans joue son premier concert rémunéré. Mobilisé en 1941 par l’armée, il y rencontre le batteur Kenny Clarke qui l’encourage à joindre l’orchestre de l’armée mais également Earl Bostic avec lequel il jouera pendant plusieurs années. Démobilisé en 1946, il s’installe à Boston où il étudie ses deux pianistes préférés du moment, Bud Powell et Erroll Garner.
Pendant les années suivantes Jaki Byard se diversifie, enseigne la musique, apprend à jouer du saxophone ténor, compose et arrange pour  d’autres tout en continuant son exploration du piano. À la fin des années 1950, à plus de trente ans, Byard arrive sur le devant de la scène jazz nationale. Il déménage à New York en 1959 pour jouer avec Maynard Ferguson et enregistre le premier album sous son nom Blues for Smoke. Il rejoint ensuite le quintet de Charles Mingus de 1962 à 1964 où il rencontre également Eric Dolphy.
Concernant sa production discographique, les années 1960 sont les plus remplies pour Jaki Byard qui joue sur les disques de Roland Kirk, Booker Ervin, Sam Rivers tout en étant très productif en tant que leader de ses propres groupes.
Bien que toujours actif en concert, le pianiste consacre davantage les trente dernières années de sa vie à l’enseignement de la musique dans différents établissements prestigieux de New York ou de Boston. Il travaille ainsi plus de 15 ans au New England Conservatory, où il a participé à l'élaboration du cursus jazz (initialement intitulé « Afro-American Music ») ; à la Hartt School of Music à partir de 1975, à la Manhattan School of Music de 1989 à sa mort, à la New School for Jazz and Contemporary Music (en) ainsi qu'à l'université Harvard pendant trois ans.
Il était renommé pour sa connaissance de l'histoire du piano jazz. Parmi ses élèves, on peut citer le pianiste Jason Moran, qui a étudié auprès de lui pendant quatre ans, ou Fred Hersch.
Jaki Byard meurt le 11 février 1999 d’une blessure par balle dans des circonstances qui restent encore inexpliquées.

## Style
Jaki Byard est avant tout connu pour sa grande polyvalence et son aisance dans de nombreux styles de jazz très différents. Citant parmi ces influences Art Tatum, Earl Hines, Bud Powell, Erroll Garner et beaucoup d’autres, Byard connaissait et appréciait tous les développements du jazz et n’hésitait pas de passer d’un boogie-woogie à du free jazz dans le même solo. Cette versatilité mélangée à un humour musical et un amour de la musique en général le rapprochent de Roland Kirk avec qui il enregistra à plusieurs reprises avec succès.
Lors d'une interview avec l'un de ses étudiants Byard déclara : « Je jouais des solos à la Bud Powell, c'était une phase. Après il y a eu Garner, et c'était une autre phase, puis Tatum, et j'ai finalement décidé de mettre tout ça ensemble et dire au diable tout ça, c'est ça qu'il faut faire ».

## Discographie sélective

### En tant que leader
- 1960 : Blues for Smoke (Candid Records)
- 1961 : Here’s Jaki (New Jazz)
- 1962 : Hi-Fly (New Jazz)
- 1964 : Out Front (Prestige Records)
- 1964 : Freedom Together (Prestige Records)
- 1967 : On The Spot ! (Prestige Records)
- 1967 : Sunshine Of My Soul (Prestige Records)
- 1968 : Jaki Byard with Strings! (Prestige Records)
- 1968 : The Jaki Byard Experience (Prestige Records)
- 1969 : Solo Piano (Prestige Records)
- 1971 : Live at the Jazz'Inn (Futura)
- 1971 : Parisian Solos[12] (Futura)
- 1972 : The Entertainer (Victor)
- 1972 : Duet!, duo avec Earl Hines (MPS)
- 1972 : There'll Be Some Changes Made (Muse)
- 1976 : Flight of the Fly (Le Chant du monde)
- 1978 : Family Man (Muse)
- 1978 : Sunshine of My Soul: Live at the Keystone Korner (High Note, sorti en 2007)
- 1978 : A Matter of Black and White (High Note, sorti en 2011)
- 1979 : The Late Show: An Evening with Jaki Byard (High Note, sorti en 2014)
- 1981 : Improvisations, duo avec Ran Blake (Soul Note)
- 1981 : To Them – To Us (Soul Note)
- 1982 : The Magic of 2[13], duo avec Tommy Flanagan (Resonance, sorti en 2013)
- 1984 : Live at the Royal Festival Hall, duo avec Howard Riley (Leo)
- 1984 : Phantasies, avec son big band Apollo Stompers (Soul Note)
- 1988 : Phantasies II, avec son big band Apollo Stompers (Soul Note)
- 1988 : Foolin' Myself (Soul Note)
- 1991 : Jaki Byard at Maybeck (Concord)
- 1996 : The Changes of Life (Meldac)
- 1997 : This Happening, duo avec Michael Marcus (Justin Time)
- 1997 : Night Leaves, duo avec David Eyges (Brownstone)
- 1998 : July in Paris (Fairplay)
- 1998 : My Mother's Eyes, avec son big band Apollo Stompers (Fairplay)

### En tant que sideman
Avec Eric Dolphy
- 1960 : Far Cry
- 1960 : Outward Bound

Avec Charles Mingus
- 1963 : The Black Saint and the Sinner Lady
- 1963 : Mingus Mingus Mingus Mingus Mingus
- 1964 : Astral Weeks
- 1964 : Charles Mingus Sextet with Eric Dolphy Cornell 1964 (en)

Avec Art Blakey
- 1965 : Live in '65

Avec Roland Kirk
- 1965 : Rip, Rig & Panic

1966 : Here Comes the Whistleman
Avec Archie Shepp
- 1978 : Lady Bird